# Bridport
Bridport este un oraș în comitatul Dorset, regiunea South West, Anglia. Orașul aparține districtului West Dorset. 